# Filipe de Tessalônica
Filipe de Tessalônica (Grego: Φίλιππος ὁ Θεσσαλονικεύς) (1º século) foi uma poeta epigramático da antiguidade grega. Dezenas de epigramas dele estão presentes na Antologia Grega, onde também é possível encontrarmos os prefácios das sucessivas edições feitas por ele. 